# Gunda Niemann-Stirnemann
Gunda Niemann-Stirnemann, nata Kleemann (Sondershausen, 7 settembre 1966), è un'ex pattinatrice di velocità su ghiaccio tedesca.
È madre di Victoria Stirnemann, a sua volta pattinatrice e pugile professionista, nata dal matrimonio con il suo manager, lo svizzero Oliver Stirnemann.

## Palmarès

### Olimpiadi
- Oro a Albertville 1992 nei 3000 metri.
- Oro a Albertville 1992 nei 5000 metri.
- Oro a Nagano 1998 nei 3000 metri.
- Argento a Albertville 1992 nei 1500 metri.
- Argento a Lillehammer 1994 nei 5000 metri.
- Argento a Nagano 1998 nei 1500 metri.
- Argento a Nagano 1998 nei 5000 metri.
- Bronzo a Lillehammer 1994 nei 1500 metri.

### Mondiali - Completi
- Oro a Hamar 1991.
- Oro a Heerenveen 1992.
- Oro a Berlino 1993.
- Oro a Tynset 1995.
- Oro a Inzell 1996.
- Oro a Nagano 1997.
- Oro a Heerenveen 1998.
- Oro a Hamar 1999.
- Argento a Lake Placid 1989.
- Argento a Milwaukee 2000.